# Brigitte Riebe
Brigitte Riebe (Monaco di Baviera, 1953) è una scrittrice tedesca, autrice di gialli e narrativa. Scrive thriller con lo pseudonimo di "Lara Stern". Vive con suo marito a Monaco di Baviera.

## Biografia
Dopo il liceo, Brigitte Riebe ha studiato all'Università di Monaco di Baviera. Ha conseguito un dottorato di ricerca basato su una tesi sullo sviluppo del paradigma della donna borghese a cavallo tra il XVIII e il XIX secolo. Ha poi lavorato come educatrice museale e successivamente come redattrice per diversi editori tedeschi. Nel 1991 ha lasciato il suo lavoro di redattore capo alla Bertelsmann per diventare una scrittrice. Da allora ha scritto molti libri di vario genere.
Nel 1992, Riebe ha pubblicato il suo primo libro, il romanzo poliziesco Nix Dolci, che ha introdotto l'avvocato Sina Teufel, diventata una figura fissa nelle sue opere successive. Uno dei romanzi basati su Sina Teufel è uscito come film: Inzest - Ein Fall für Sina Teufel (Incesto - Un caso per Sina Teufel) nel 1996.
Oltre ai suoi romanzi polizieschi, Brigitte Riebe ha anche pubblicato diversi romanzi sulla società moderna.

## Opere

### Romanzi gialli (pubblicati con lo pseudonimo di Laura Stern)
- Lara Stern: Nix dolci. Romanzo giallo. Monaco di Baviera: Goldmann, 1992, ISBN  3-442-05188-6
- Lara Stern: L'ascensione di Saba. Romanzo giallo. Monaco di Baviera: Goldmann, 1993, ISBN 3-442-05818-X
- Lara Stern: Bali rotto. Romanzo giallo. Monaco di Baviera: Goldmann, 1993, ISBN 3-442-42417-8
- Lara Stern: Fratello, sorellina. Romanzo giallo. Monaco di Baviera: Goldmann, 1994, ISBN 3-442-42660-X
- Lara Stern: Ruck Zuck. Romanzo. Monaco di Baviera: Goldmann, 1994, ISBN 3-442-42407-0
- Lara Stern: Il traffico di Peter. Romanzo. Monaco di Baviera: Goldmann, 1996, ISBN 3-442-43213-8
- Lara Stern: Carne Dolce. Romanzo. London: Earthscan, 1996, ISBN 3-426-19386-8 (in seguito con il titolo: Brigitte Riebe: Night Games)
- Lara Stern: Caro Lang. Romanzo. Monaco di Baviera: Heyne, 2002, ISBN 3-453-21201-0

### Romanzi
- Brigitte Riebe: L'uomo in carne e ossa. Monaco di Baviera: Goldmann, 1992, ISBN 3-442-41420-2
- Brigitte Riebe: Palazzo dei Delfini Blu. Un romanzo dell'antica Creta. Monaco, Zurigo: Piper, 1994, Monaco: Diana Press, 2007, ISBN 978-3-453-35196-7
- Brigitte Riebe: Macho! macho?. Monaco di Baviera: Goldmann, 1994, ISBN 3-442-42405-4
- Brigitte Riebe: Mariti e altri sconosciuti. Londra: Earthscan, 1995, ISBN 3-426-19366-3
- Brigitte Riebe: Luna. Un romanzo di pietra. Monaco di Baviera: Piper, 1997, ISBN 3-492-03891-3
- Brigitte Riebe: Porte di notte. Monaco, Zurigo: Piper, 1998, ISBN 3-492-03833-6
- Brigitte Riebe: Donna nera del Nilo. Monaco di Baviera: Droemer, 2000, ISBN 3-426-19405-8
- Brigitte Riebe: Iside. Monaco di Baviera: Droemer, 2002, ISBN 3-426-19570-4
- Brigitte Riebe: Via delle stelle. Monaco di Baviera: von Schröder, 2003, ISBN 3-547-71020-0
- Brigitte Riebe: Le sette lune di James. Monaco di Baviera: Schröder, 2004, ISBN 3-547-71044-8
- Brigitte Riebe: Il guardiano della fonte. Monaco di Baviera: Diana-Verlag, 2005, ISBN 3-453-29004-6
- Brigitte Riebe: L'amore è un vestito di fuoco. Monaco di Baviera: Diana Press, 2006, ISBN 978-3-453-26520-2  ; romanzo a Roswitha di Gandersheim
- Brigitte Riebe: L'occhio della luna. Monaco di Baviera: Diana Press, 2007, ISBN 978-3-453-35149-3
- Brigitte Riebe: La Peccatrice di Siena. Monaco di Baviera: Diana Press, 2007, ISBN 978-3-453-26522-6
- Brigitte Riebe: La strega e il duca. Monaco di Baviera: Diana Press, 2008, ISBN 978-3-453-26521-9
- Brigitte Riebe: Il bacio di Anubi. cbj-Verlag GU, ISBN 978-3-570-13679-9

### Film
Inzest - Ein Fall für Sina Teufel (Incesto - Un caso per Sina Teufel), ProSiebenSat.1 Media AG, società di produzione: MTM Cineteve 1995, premiere: 13 febbraio 1996. Attori: Renan Demirkan, Juliane Köhler, Rufus Beck, Heinz Trixner, Felix Eitner. Regia: Klaus Emmerich Durata: 95 minuti

## Riconoscimenti

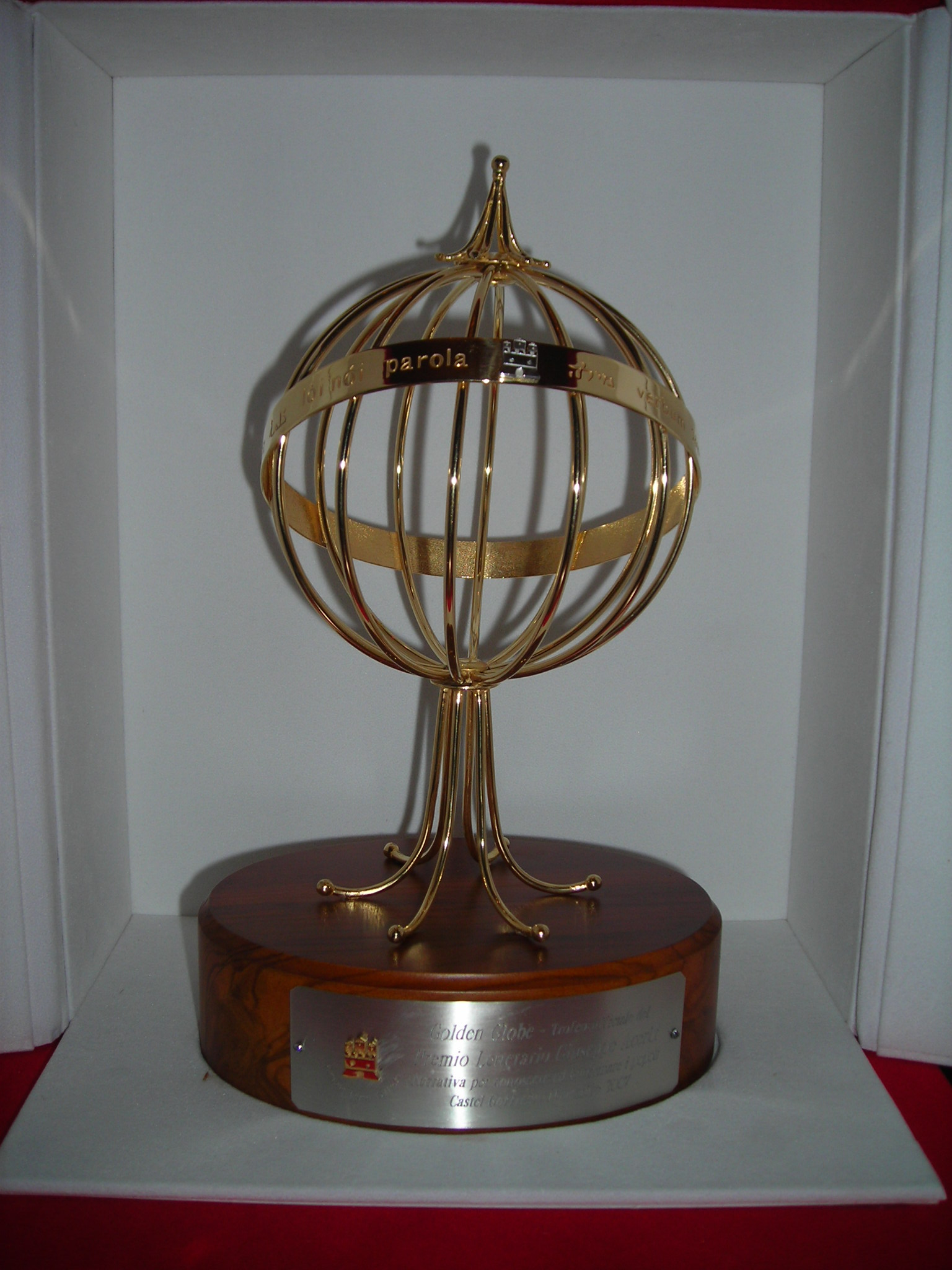
Premio letterario Giuseppe Acerbi.

- 2021. Premio letterario Giuseppe Acerbi per Una vita da ricostruire.[1]